# Austrogonium japonicum
Austrogonium japonicum är en kräftdjursart som beskrevs av Michitaka Shimomura 2009. Austrogonium japonicum ingår i släktet Austrogonium och familjen Paramunnidae. Inga underarter finns listade i Catalogue of Life.